# Strage di Haditha
La strage di Ḥadītha fu perpetrata il 19 novembre 2005 nella cittadina irachena di Ḥadītha, nel Governatorato di al-Anbar a maggioranza sunnita, durante la guerra in Iraq. Una squadra di marines statunitensi uccise ventiquattro civili iracheni, ferendone altri, come rappresaglia per la morte del caporale Miguel Terrazas, dovuta allo scoppio di una bomba rudimentale.
La versione che il battaglione verbalizzò sosteneva che la morte dei civili fosse da attribuire ad una bomba esplosa nelle vicinanze, ma alcuni reportage giornalistici pubblicati circa l'anomalo avvenimento contraddissero questa versione. Un'inchiesta militare accertò che ventiquattro civili disarmati, donne e bambini inclusi, furono assassinati da dodici militari statunitensi del 3º battaglione. Tuttavia solo il 17 maggio 2006 fu palesata la versione ufficiale degli eventi, grazie alle dichiarazioni di un membro del Congresso degli Stati Uniti che confermò la ricostruzione della stampa.

## Svolgimento dei fatti
Alle 7:15 del 19 novembre 2005 il caporale Miguel Terrazas, un giovane di vent'anni, venne ucciso da un ordigno rudimentale che ferì altre due persone. A seguito di questo avvenimento, i marines fermarono un taxi che procedeva verso il loro convoglio, sulla strada principale, e uccisero gli occupanti (quattro studenti e l'autista); a quel punto si divisero, entrando in quattro abitazioni situate nelle vicinanze: nella prima (casa Waleed/Walīd) uccisero sette persone, tra cui due donne e una bambina; nella seconda (casa Younis/Yūnis) uccisero otto persone, tra cui sei donne; nella terza e quarta abitazione, che appartenevano allo stesso nucleo familiare degli Ayed/Ayyād, vennero assassinati quattro uomini mentre nella casa del figlio furono tenuti prigionieri donne e bambini.

## Testimonianze
Il 27 maggio 2006, il quotidiano britannico The Times pubblica la testimonianza di una bambina irachena di dieci anni, Īmān, sfuggita alla strage. Verso le sette del mattino, la bambina, che si preparava per andare a scuola, ode una forte esplosione. Successivamente ad alcuni spari, la famiglia decide di restare in casa. Circa un quarto d'ora dopo "i marines irruppero nella casa di Īmān. Buttarono una granata nella stanza dove dormivano i nonni. Īmān vide che sua madre era stata colpita dalle schegge. La zia prese uno dei bambini e riuscì a fuggire dall'abitazione. I soldati, racconta Īmān, aprirono poi il fuoco nel soggiorno, dove la maggior parte della famiglia era riunita. Suo zio Rashīd, appena sceso dal piano di sopra, vide quello che succedeva e tentò di fuggire, ma i marines lo rincorsero per strada e gli spararono. "Tutti quelli che si trovavano nella casa furono uccisi dagli americani, eccetto mio fratello ʿAbd al-Raḥmān e me - racconta Īmān -, che eravamo troppo terrorizzati per muoverci e io cercai di nascondermi sotto un cuscino. Una scheggia mi aveva colpito la gamba. Per due ore non osammo muoverci. I miei familiari non morirono sul colpo. Potevamo udirli lamentarsi"". La bambina nel massacro perde i nonni, i genitori, due zii ed un cuginetto di quattro anni.
Il 3 giugno 2006 il New York Times pubblica un'intervista a un generale dell'esercito americano (che ha preferito restare anonimo) in cui si afferma che il comando dei marines capì subito cosa era successo a Ḥadītha il 19 novembre 2005, ma ciò nonostante non indagò sulla vicenda. "È impossibile credere che essi non sapessero. Era inevitabile comprendere che quella faccenda puzzava". Lo stesso generale ha precisato però che per il momento non è stato accertato quanto in alto nella catena di comando fossero arrivate le responsabilità per aver coperto gli autori materiali del massacro, e la dinamica effettiva di quest'ultimo; ma ha ribadito che almeno alcuni ufficiali non potevano non essere consapevoli delle lacune e delle discrepanze presenti nella ricostruzione dell'accaduto esposta dai componenti della squadra impegnata a Ḥadītha.""

## Reazioni
Il portavoce della Casa Bianca, Tony Snow, ha riferito che il Dipartimento della Difesa ha avviato un'inchiesta e che "quando sarà ultimata, saranno resi pubblici tutti i particolari". Snow ha detto che il presidente George W. Bush era stato informato dei fatti di Ḥadītha soltanto qualche mese fa dopo che un giornalista del settimanale 'Time' gli aveva rivolto una domanda a questo riguardo. Circostanza che indusse il consigliere per la Sicurezza nazionale, Stephan Hadley, a mettere al corrente il presidente.
Il premier iracheno, Nūrī al-Mālikī, ha reso noto che chiederà a Washington il fascicolo dell'inchiesta militare sulla strage di Ḥadītha. Riferendosi all'indagine USA, al-Mālikī ha commentato: "Spero che sia giusta per rispetto di tutte le vittime".
Il presidente George W. Bush si è detto preoccupato per il danno d'immagine che la vicenda stava creando agli Stati Uniti. "Il presidente - ha spiegato il portavoce Tony Snow - vuole essere certo che le truppe rispettino le regole di ingaggio e i diritti dei civili in Iraq".
Il capo del Pentagono Donald Rumsfeld in proposito ha affermato: "Il 99,9% delle nostre truppe si comporta in maniera esemplare, ma sappiamo che in guerra succedono cose che non dovrebbero succedere".

## Conseguenze

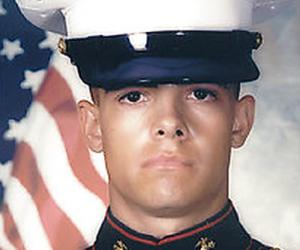
Staff Sgt. Frank Wuterich, un componente del battaglione

Contravvenendo lo statuto delle Nazioni Unite, le convenzioni di Ginevra e dell'Aia, la strage costituisce quindi un crimine di guerra. Gli imputati (che rischiano la pena di morte) saranno giudicati da una corte marziale operante sotto la giurisdizione della legge degli Stati Uniti mentre, in accordo con i patti presi con il governo provvisorio dell'Iraq, non potranno essere giudicati nei termini previsti dalla legge irachena.
Molti commentatori americani ed europei hanno paragonato il massacro con la strage di civili del 16 marzo del 1968 nel villaggio vietnamita di My Lai.
Nell'edizione del 3 giugno 2006 il New York Times cita un consulente del Pentagono, in forma riservata, a detta del quale il comandante supremo del corpo dei Marines, il generale Michael Hagee, starebbe valutando l'ipotesi di rimuovere alcuni ufficiali che facevano parte del Comando dei marines in Iraq all'epoca della strage "addirittura prima che sia stata completata l'inchiesta [...] In proposito il portavoce dei marines, tenente colonnello Scott Fazekas, si è limitato a dichiarare di non disporre di «alcuna informazione»."
Il 24 gennaio 2012 il sergente Frank Wuterich è stato condannato a 3 mesi di reclusione, alla decurtazione di 2/3 dello stipendio e retrocesso al grado di soldato semplice per abbandono del posto. La sentenza è stata aspramente criticata dalla stampa e dall'opinione pubblica poiché ritenuta non adeguata al fatto.

## In altri media
Il massacro di Haditha è un film del 2007 diretto dal regista britannico Nick Broomfield, il quale è basato sul tragico evento. House Two è un documentario del 2018 diretto da Michael Epstein, che indaga i peggiori casi di crimini di guerra in Iraq negli ultimi dieci anni, nel documentario compare anche la strage di Ḥadītha.